# Přebor Zlínského kraje 2012/2013
V soubojích 25. ročníku Přeboru Zlínského kraje 2012/13 (jedna ze skupin 5. fotbalové ligy) se utkalo 14 týmů každý s každým dvoukolovým systémem podzim–jaro. Tento ročník začal v sobotu 11. srpna 2012 úvodními sedmi zápasy 1. kola a skončil v neděli 23. června 2013 zbývajícími třemi zápasy odloženého 18. kola.
Poprvé od sezony 1992/93 měl Přebor Zlínského kraje 14 účastníků. V období 1993/94 – 2011/12 (19 sezon) měl 16 účastníků (v ročnících 1998/99 a 2006/07 výjimečně pouze 15 účastníků).

## Nové týmy v sezoně 2012/13
- * Z Divize D 2011/12 ani z Divize E 2011/12 nesestoupilo do Přeboru Zlínského kraje žádné mužstvo.
- Ze skupin I. A třídy Zlínského kraje 2011/12 postoupila mužstva SK Vlachovice (vítěz skupiny A) a FK Chropyně (3. místo ve skupině B).

## Konečná tabulka
Zdroje: 
| Poř. | Tým                            | Z  | V  | R | P  | VG | OG | B  |
| ---- | ------------------------------ | -- | -- | - | -- | -- | -- | -- |
| 1.   | ČSK Uherský Brod               | 26 | 18 | 1 | 7  | 58 | 29 | 55 |
| 2.   | SK Boršice                     | 26 | 16 | 4 | 6  | 61 | 35 | 52 |
| 3.   | FK Bystřice pod Hostýnem       | 26 | 15 | 7 | 4  | 50 | 27 | 52 |
| 4.   | FC RAK Provodov                | 26 | 13 | 6 | 7  | 66 | 47 | 45 |
| 5.   | FK Vigantice                   | 26 | 12 | 8 | 6  | 52 | 41 | 44 |
| 6.   | 1. VFC Rožnov pod Radhoštěm    | 26 | 12 | 1 | 13 | 46 | 47 | 37 |
| 7.   | TJ Sokol Kateřinice            | 26 | 11 | 3 | 12 | 52 | 60 | 36 |
| 8.   | FK Luhačovice                  | 26 | 11 | 3 | 12 | 58 | 50 | 36 |
| 9.   | FC Velké Karlovice + Karolinka | 26 | 10 | 3 | 13 | 40 | 43 | 33 |
| 10.  | FK Chropyně (N)                | 26 | 10 | 2 | 14 | 39 | 56 | 32 |
| 11.  | SFK ELKO Holešov               | 26 | 8  | 6 | 12 | 37 | 43 | 30 |
| 12.  | SK Vlachovice (N)              | 26 | 6  | 5 | 15 | 41 | 61 | 23 |
| 13.  | FC Vsetín                      | 26 | 7  | 2 | 17 | 26 | 52 | 23 |
| 14.  | FC Slušovice                   | 26 | 7  | 1 | 18 | 27 | 62 | 22 |

Poznámky:
- Z = Odehrané zápasy; V = Vítězství; R = Remízy; P = Prohry; VG = Vstřelené góly; OG = Obdržené góly; B = Body; (S) = Mužstvo sestoupivší z vyšší soutěže; (N) = Mužstvo postoupivší z nižší soutěže (nováček)

|  | Postup do Divize D 2013/14                           |
|  | Sestup do I. A třídy Zlínského kraje – sk. A 2013/14 |
|  | Sestup do I. A třídy Zlínského kraje – sk. B 2013/14 |